# Баварский ландтаг
Баварский ландтаг (нем. Bayerischer Landtag) — парламент федеральной земли Свободное государство Бавария.
Ландтаг Баварии состоит из одной палаты с 1999 года, в 1946—1999 годах в парламенте была и верхняя палата, Сенат. Парламент избирается раз в пять лет, выборы проходят в воскресенье или в праздник. Очередные выборы не могут проводиться ранее, чем через 59 месяцев и позже 62 месяцев предыдущих.
Ландтаг избирает премьер-министра Баварии. Заседания парламента проводятся в Максимилианеуме, здании в Мюнхене, построенном в 1857—1874 годах на берегу Изара.
С 1970 года Христианско-социальный союз традиционно набирал более 50% голосов, второе место занимала Социал-демократическая партия Германии.
На выборах 2008 года ХСС набрал лишь 43,4%, получив 92 места из 187. СДПГ набрала 18,6% и получила 39 мест. Также новый парламент впервые в истории Баварии избрал своим председателем женщину — Барбару Штамм.
На выборах 2013 года ХСС набрал 47,7%, получив 101 место из 180. СДПГ набрала 20,6% и получила 42 места. 
Существенно иначе сложилось распределение мест в ландтаге после парламентских выборов 2018 года:
- ХСС: 85 мест, 37,2% голосов избирателей
- «Союз 90/Зелёные»: 38 мест, 17,5% голосов избирателей
- «Свободные избиратели Баварии»: 27 мест, 11,6% голосов избирателей
- «Альтернатива для Германии»: 22 места, 10,2% голосов избирателей
- СДПГ: 22 места, 9,7% голосов избирателей
- Свободная демократическая партия: 11 мест, 5,1% голосов избирателей[5].